# 예정
예정(豫定, 영어: predestination)은 미리 정하거나 예상을 의미하며, 조직신학에서 예정론의 위치는 "신론"과 "구원론"과 관련 깊다. 특별히 기독교 신학에서는 구원론과 관련하여 성도에 대한 하나님이 창세전에 미리 선택하는 것에 관한 용어이며, 바울 서신서에서 나타나며, 어거스틴 이후 발전해서 루터도 강조했다. 좁은 의미로 개혁주의 즉, 장로교회와 개혁교회의 선택과 유기를 포함하는 이중예정론을 의미하기도 한다. 장 칼뱅에 의해서 체계화되었다. 예정설에서는 구원은 인간의 행위로 되는 것이 아니라, 하나님이 스스로 구원할 능력이 없는 인간을 선택함으로써 이루어진다고 설명함으로써 구원에 대한 하나님의 자비와 주권을 강조한다. "예정"은 구원과 관련되는데, 은혜로 어떤 사람들을 영원한 구원으로 선택하였고 반면에 자신들의 죄때문에 그리고  원죄로 인해 영원한 심판을 받도록 하나님이 내버려두셨다는 것이다. 전자에 대해서는 무조건적인 선택이라고 부르고 후자에 대해서는 유기라고 부른다. 칼뱅주의에서는 전자들은 하나님에 의해서 믿음으로 중생하도록 유효적인 소명으로 예정받았다고 한다. 이것이 칼뱅주의 이중예정론이다.

## 개혁주의 이중예정론
개혁주의 예정론은 인간의 전적 부패와 구원에 관한 전적 은혜를 그 배경으로 하고 있다. 이해를 돕기 위해 간략히 정리하자면 다음과 같다:
1. 사람에게는 자유로운 선택권이 있음에도 불구하고 범죄로 타락한 까닭에 회개하기를 거부한다는 것이다. (전적 타락; 루터는 이를 보고 '인간의 의지는 죄의 노예'라고 하였다.)
2. 이러한 인간의 거부와 불순종을 바꾸어 놓을 수 있는 것은 인간의 양심이나 노력이 아닌 하나님의 은혜 밖에 없다. (오직 은혜)

이러한 배경 속에서 개혁주의 예정론은 하나님께서 천지창조를 하시기 이전, 곧 시간조차 창조되지 않은 하나님의 영역에서, 창조 후 인간의 멸망을 아시사 그 가운데서 일부를 아무 조건 없이 선택하사 구원하시기로 작정하셨다는 것이다. 이는 누구를 방치하실 것인가에 정하셨다는 것을 의미하기 때문에 이중예정론이라고 불린다.

### 운명론과의 차이
이중예정론과 운명론의 차이는 운명론의 경우 과거의 어떤 시점에서 미래의 일을 결정지었다는 이론이지만, 이중예정론은 과거-현재-미래라는 시간의 축을 초월한 신의 영역에서의 결정을 이야기하는 것이며, 이렇게 시간을 초월하여 결정된 사실은 시간에 갇혀있는 사람의 입장에서는 시공간이 창조되기 전에 이루어진 것이라고 표현할 수밖에 없게 된다.

### 신학적인 체계화
이러한 이중예정론은 일찍이 어거스틴이 주장하여 '어거스틴주의'라는 별명이 붙어있다. (자세한 것은 어거스틴-펠라기우스 논쟁 참조.) 그러나 신학적으로 체계화 된 것은 종교개혁 때 개혁자들에 의해서였다. 특히 마르틴 루터의 《노예의지론(Bondage of the Will)》은 이에 대한 변증서로 유명하다. 그래서 이중예정론은 개혁주의 신학의 한 특징이 되었다. 특히 개혁주의에서 얘기하는 칼뱅주의 5대 강령과 불가분의 관계에 있다.
이중예정론은 칼뱅주의 5대 강령 중 무조건적인 선택(unconditional election)의 첫 번째 항목에 명문화되어있다. 즉, 구원은 사람의 어떠한 행위에 대한 보상이 아니라 하나님의 무조건적인 은혜로만 받는 것이라는 주장이다. 그러나 이것이 멸망 받는 사람의 책임을 없애지는 못하는 것은, 예정론은 모든 인류가 멸망 가운데 있는데 하나님께서 그 중 몇몇을 구원하기로 하셨다는 뜻이기 때문이다. 그러므로 구원 받은 사람들은 자신의 구원을 자랑하지 못하며, 멸망 받은 사람들은 자신의 죄에 대한 책임을 면하지 못한다. 루터는 이에 대해 다음과 같이 말했다: "만일 [구원 받을] 자격 없는 사람에게 상을 베푸시는 하나님이 당신의 마음에 든다면, [구원 받을] 자격 없는 사람을 하나님께서 멸망시키실 때 당신은 불평하면 안 됩니다." 더 자세한 것은 아래 "자유의지와 이중예정론"을 보라.
이중예정론에 대한 근거로 개혁주의자들이 내세우는 성경 구절로 다음이 있다:
- "그 아들들이 아직 태어나지도 않았고, 따라서 선이나 악을 행하기도 전에 하나님께서는 리브가에게 "형이 동생을 섬기게 될 것이다." 하고 말씀하셨습니다. 그러나 하느님께서는 사람의 선행을 보시고 불러주시는 것이 아니라 당신의 뜻대로 불러주시며 선택의 원리에 의해서 당신의 계획을 이루십니다." (로마서 9:11, 공동번역)
- "하나님의 선택을 받고 안 받는 것은 인간의 의지나 노력에 달려 있는 것이 아니라 오직 하느님의 자비에 달려 있는 것입니다." (로마서 9:16, 공동번역)
- 이렇게 하느님께서는 당신의 뜻대로 어떤 사람에게는 자비를 베푸시고 또 어떤 사람은 완고하게도 하십니다. (로마서 9:18, 공동번역)
- "하나님께서는 예수 그리스도를 통하여 우리를 당신의 자녀로 삼으시기로 미리 정하신 것입니다. 이것은 하느님께서 뜻하시고 기뻐하시는 일이었습니다. 사랑하시는 아드님을 통하여 우리에게 거저 주신 이 영광스러운 은총에 대하여 우리는 하느님을 찬양할 수밖에 없습니다." (에페소 1:5-6, 공동번역)
- 야훼께서는 모든 것을 각각 쓰임에 맞게 만드셨으니 불의한 사람은 재앙이 내리는 날에 재앙받을 사람으로 만드신 것이다. (잠언 16:4, 공동번역)

### 자유의지 및 자유선택에 대한 이중예정론의 견해
이중예정론과 관련된 흔한 오해 중 하나는 이중예정론이 인간의 자유로운 선택권을 부정한다는 것이다. 그러나 예정론은 인간의 선택권에 대한 이론이 아니라 인간의 영혼의 상태에 대한 이론이다---즉, 자유로운 선택권은 의심할 나위 없이 인간에게 주어진 것이지만, 원죄로 인하여 타락한 자연인은 하나님을 싫어하는 심성 때문에 자신의 자유로운 선택권을 가지고 하나님을 사랑하려는 선택을 하지 않는다는 것이며, 이것은 하나님께서 그 사람의 심성을 바꾸고 새롭게 만들어 주실 때까지 계속된다는 것이다.
다시 말하자면, 자연인은 자신의 자유로운 선택으로 항상 죄의 종노릇 하는 길을 취한다는 뜻이다. 그러므로, 이중예정론은
- 자연인은 자신이 "원하는" 선택을 할 수 있다는 자유선택권을 인정하되
- 자연인의 "소원하는 바", 즉 그 "의지"는 죄의 지배를 받는다는 노예의지론을 가르친다.

이와 관련하여 기독교 역사에서 크게 두 가지 대척적인 입장이 있어 왔다:
- 합력설 (synergism): 하나님이 구원의 길을 마련하시지만, 사람이 그것을 취하느냐의 여부는 인간에게 달려있다. 즉, 구원은 하나님과 사람의 합작이라는 것이다.
- 단독설 (monergism): 하나님이 구원의 길을 마련하실 뿐만 아니라, 사람이 그것을 취하는 것도 그리 할 수 있도록 하나님이 해주셔야만 가능하다는 것이다. 즉, 구원은 하나님께만 달려있다는 것이다.

에라스무스는 개혁주의의 단독설에 대해 "그렇다면 누가 노력하며 자기 삶을 개선하려 할 것인가?" 하고 물었다. 이에 대해 루터는 다음과 같이 답했다: "아무도 없다! 아무도 할 수 없다! 하나님이 당신과 같이 자기개선을 하려는 사람을 대하실 시간이 없는 것은 그들이 위선자이기 때문이다. 선택 받은 자들, 하나님을 두려워하는 그들이, 성령에 의해 개선될 것이다. 나머지는 개선되지 못하고 멸망할 것이다". 에라스무스는 또 "누가 하나님께서 자신을 사랑하신다고 믿겠는가?"하고 물었다. 이에 대해 루터는 "아무도 없다! 아무도 할 수 없다! 오직 택함 받은 자들 만이 믿을 것이다. 그리고 나머지는 믿지 못하고 멸망할 것이다; 당신의 표현처럼, 화를 내며 신성모독하면서."
합력설을 주장하는 신학사상을 넓게는 알미니안주의라고 하며, 단독설을 주장하는 신학사상은 넓게 어거스틴주의라고 한다. 예정론은 물론 어거스틴주의에 해당한다. 오늘날 어거스틴주의를 주장하는 교파는 장로교회와 개혁교회가 있으며, 이 외의 종파들은 대개 알미니안주의를 따르고 있다.
보통 협력설을 주장할 경우 구원이 사람의 결정에 달려 있으므로 한 번 구원을 얻었던 사람도 훗날 구원을 잃어버리거나 취소될 수 있다고 주장한다. 그러나 단독설을 주장할 경우 구원은 하나님의 선택에 의해 시작하고 또 하나님에 의해 완성되므로 한 번 시작된 구원의 역사가 취소되거나 실패할 수 없다고 주장한다.

### 이중예정론과 구원의 방도
개혁주의 예정론의 또 한 가지 특징은 구원에 대한 택정과 유기 외에도 구원의 방도까지 다 예정하셨다는 것이다. 자세한 것은 언약신학을 보라.

## 역사
처음 합력설과 단독설의 논쟁 교회에서 불거진 사건이 4~5세기에 있었던 어거스틴-펠라기우스 논쟁이다. 어거스틴은 단독설을 주장하였고 펠라기우스는 합력설을 주장하였는데, 카르타고 회의에서 기독교회는 어거스틴의 이론을 채택하였고, 이리하여 단독설에 어거스틴주의라는 별명이 붙게 되었다.
그러나 곧 로마교회는 알미니안주의로 회귀하게 되는데, 다시 어거스틴주의가 등장하게 된 것이 종교개혁자들을 통해서였다. 종교개혁 당시 이러한 어거스틴주의식 원죄론에 반대하고 '사람은 하나님이 심성을 따로 바꾸어 주시지 않아도 스스로 하나님을 사랑하는 마음을 만들 수 있다'고 주장한 사람 중 대표적인 사람이 에라스무스다. 여기에 반박하고 '전적 타락'설을 주장한 것이 루터의 《노예의지론(Bondage of the Will)》이다. 에라스무스의 주장은 합력설에 해당하며, 루터의 주장은 단독설에 해당된다. 합력설과 단독설의 논쟁은 기독교 초창기에 이미 있었고, 잘 알려진 것이 4~5세기에였 있었던 영국의 신학자인 펠라기우스와 교부 어거스틴 주교와 논쟁이다. 펠라기우스는 합력설을 주장하
종교개혁 이후로는 17세기에 알미니우스를 따르는 알미니안주의자들이 합력설을 주장하였다. 이때 알미니안주의자들의 주장에 반박하면서 도르트 총회에서 작성된 것이 '칼빈주의의 5대 강령'이다.
18세기에는 성공회 사제이자 감리교회 창시자인 웨슬리가 합력설을 주장하였다.

## 관련된 성서 구절
예정론의 근거로서 자주 인용되는 성서 구절들로 다음이 있다:
"아버지께서 내게 주시는 자는 다 내게로 올 것이요 내게 오는 자는 내가 결코 내쫓지 아니하리라 ... 나를 보내신 이의 뜻은 내게 주신 자 중에 내가 하나도 잃어버리지 아니하고 마지막 날에 다시 살리는 이것이니라. 내 아버지의 뜻은 아들을 보고 믿는 자마다 영생을 얻는 이것이니 마지막 날에 내가 이를 다시 살리리라 ... 나를 보내신 아버지께서 이끌지 아니하시면 아무도 내게 올 수 없으니 오는 그를 내가 마지막 날에 다시 살리리라" (요한복음서 6:37,39,40,44)
위 구절들은 하나님께서 사람에게 믿음을 주시지 않으면 사람이 스스로 예수 그리스도를 믿을 수 없다는 것과, 한 번 그리스도를 믿고 나온 자는 구원을 잃어버릴 수 없다는 이론의 근거로 자주 등장한다.
"곧 창세 전에 그리스도 안에서 우리를 택하사 우리로 사랑 안에서 그 앞에 거룩하고 흠이 없게 하시려고" (에베소서 1:4)
위 구절은 하나님의 선택은 세상이 창조되기 전에 이루어진 것이란 이론의 근거로 종종 쓰인다. 이때 "창세 전"이란 시간조차 창조 되기 전, 즉 시간을 초월한 신의 영역에서의 결정이란 뜻으로 주로 해석된다. 그러므로 시간이란 축 위에서 과거의 어떤 시점에 미래의 일이 결정되었다는 운명론과는 차이가 있다.
"영접하는 자 곧 그 이름을 믿는 자들에게는 하나님의 자녀가 되는 권세를 주셨으니 이는 혈통으로나 육정으로나 사람의 뜻으로 나지 아니하고 오직 하나님께로부터 난 자들이니라" (요한복음 1:12,13)
위 구절은 하나님의 선택은 사람의 의지나 선택에 상관 없이 무조건적으로 이루어진 것이란 이론의 근거로 종종 쓰인다.
자주 인용되는 기타 구절로 다음이 있다:
"주께서 사랑하시는 형제들아 우리가 항상 너희에 관하여 마땅히 하나님께 감사할 것은 하나님이 처음부터 너희를 택하사 성령의 거룩하게 하심과 진리를 믿음으로 구원을 받게 하심이니" (데살로니가후서 2:13)

## 같이 보기
- 이중예정론 영어위키
- 칼빈주의 5대 강령
- 개혁교회
- 개혁주의
- 장 칼뱅의 신학